# 코퍼스코리아
코퍼스코리아(영어: Copus Korea)는 대한민국의 한류 콘텐츠 해외 배급 기업이다. 본사는 서울특별시 마포구 월드컵북로 361 8층(DMC이안상암2단지)에 위치해 있다. 대표이사는 오영섭이다.  

## 제작물
- 달리와 감자탕
- 옥씨부인전

## 같이 보기
- 김종학 프로덕션

## 참고 문헌
1. ↑  조민지, 한국IR협의회 기술분석보고서-코퍼스코리아, 2022.04.28[깨진 링크(과거 내용 찾기)]
2. ↑  Company Visit Report-코퍼스코리아, 2023.07.31
3. ↑  이남수, 키움증권 기업브리프, 코퍼스코리아, 2023.07.03
4. ↑  코퍼스코리아, 2023년 매출액 543억원…전년比 85.7%↑, 뉴스핌, 2024년 3월 15일
5. ↑  이은영, 日 휩쓴 K드라마 배급 잡은 코퍼스코리아, ‘폭풍 성장’, 조선비즈, 2023.07.25